# Dinòmenes de Gela
Dinòmenes de Gela (grec antic: Δεινομένης, llatí: Deinomenes) fou un noble de l'antiga Grècia natural de Gela (Sicília), que fou el pare de Geló II, Hieró I i Trasibul, successius tirans de Siracusa. En donen el seu nom Heròdot i Píndar.